# VivaAerobus

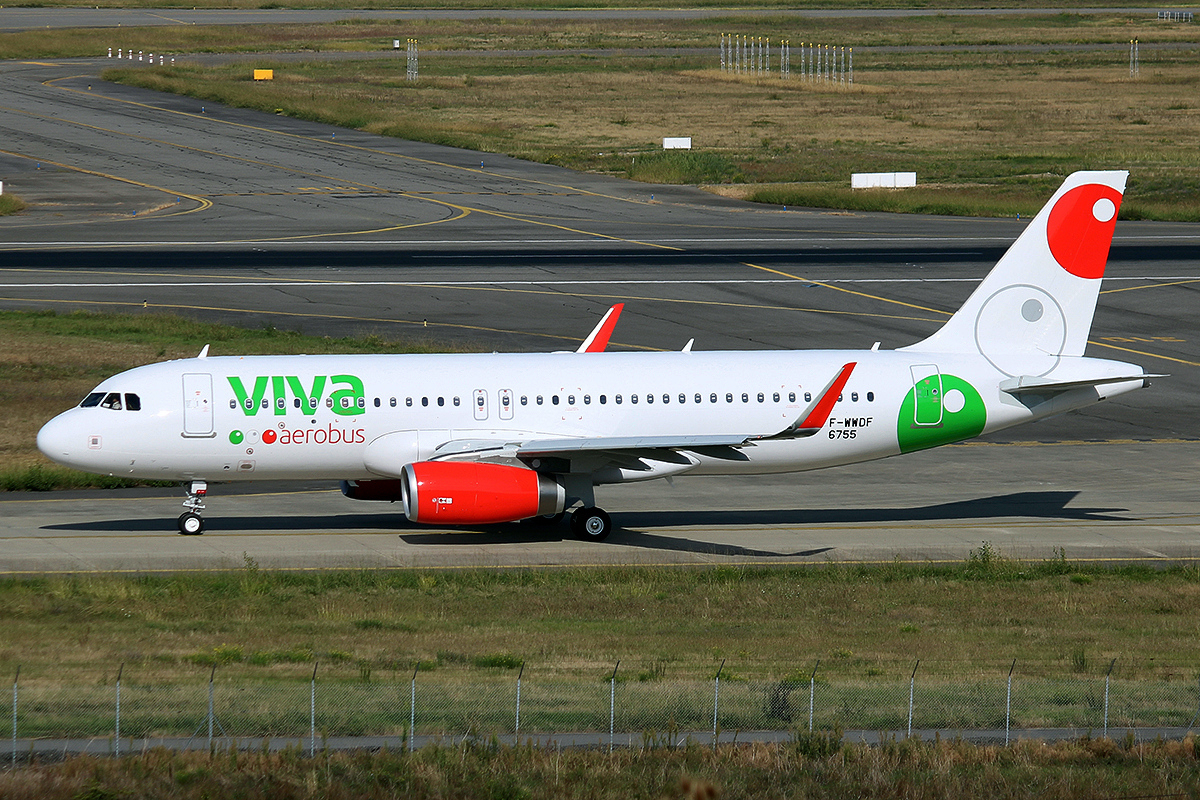
A-320 Viva Aerobus

VivaAerobus — бюджетна авіакомпанія Мексики, що належить авіакомпанії Ryanair і великій автобусній компанії IAMSA. Штаб-квартира знаходиться в Міжнародному аеропорту імені генерала Маріано Ескобедо, Монтеррей. Існує з 2006 року.

## Історія
Компанія розпочала свою діяльність 30 листопада 2006 року. У липні 2007 року авіакомпанія публічно підтвердила своє наміри відкрити термінали за межами Мексики — в місті Остін, США. В даний час підприємство здійснює перельоти між Монтерреєм і містами, такі як Мехіко, Чикаго, Лас-Вегас, Маямі, Орландо, Сан-Антоніо, Х'юстон та ін.
Компанія належить родині Раян, засновникам Ryanair і мексиканської автобусної компанії IAMSA. Раяни об'єдналися з Морісом Мейсоном з Kite Investments і створили RyanMex в цілях сприяння з інвестиціями ірландської родини в мексиканської компанії. RyanMex має 49% акцій компанії, решта належить IAMSA. Все почалося з початкових інвестицій у розмірі $50 млн і двох авіалайнерів Boeing 737-300. Авіакомпанія обслужила 1 млн 300 тис. пасажирів за перший рік роботи.
5 листопада 2007 року компанія отримала дозвіл від Міністерства транспорту США про роботу в аеропорту Остін Бергстром. Авіарейси звідти почали проводитися з 1 травня 2008 року.
16 травня 2009 року авіакомпанія заявила, що припиняє рейси в аеропорт Остін Бергстром. 31 травня 2009 року авіакомпанію звинуватили про перенесення спалаху захворювання на свинячий грип, який викликав небувале зниження попитом на послуги. З літа 2009 року компанія починає здійснювати перельоти в Лас-Вегас.
У листопаді 2009 року авіакомпанія оголосила про подачу заявки на перельоти між Ермосільо і Лас-Вегасом з березня 2010 року.
З квітня 2010 року почали відбуватися перельоти з Х'юстона.
1 квітня 2011 року столиця Мексики — Мехіко став основним пунктом призначення. Також компанія розширює кількість пунктів призначення.
26 липня 2011 року компанія отримала схвалення на здійснення перельотів з аеропорту Чикаго Мідуей.
15 серпня 2011 року VivaAerobus оголосила про здійснення рейсів „туди-назад“ між аеропортами Сан-Антоніо і Монтеррей.
13 квітня 2012 року компанія припиняє рейси в Чикаго Мідуей.
18 лютого 2013 року засновник компанії Роберто Алькантара підписав угоду, за якою авіакомпанія почала польоти з аеропорту Толука.

## Автобусний сервіс
VivaAerobus управляє приміськими автобусами від центру міста Ель-Пасо до Міжнародного аеропорту Авраама Гонзалеса в Сьюдад-Хуарес.